# سائه اوتسوکا
سائه اوتسوکا (انگلیسی: Sae Ōtsuka؛ زادهٔ ۱۰ اکتبر ۱۹۹۵) صداپیشه اهل ژاپن است.